# Albanidrilus magnificus
Albanidrilus magnificus är en ringmaskart som beskrevs av Erséus 1993. Albanidrilus magnificus ingår i släktet Albanidrilus och familjen glattmaskar. Inga underarter finns listade i Catalogue of Life.